# Le Glazik
Le Glazik est une entreprise française créée en 1928 à Quimper. Elle est spécialisée depuis son origine dans les pantalons marins et les vareuses en toile, les cabans, duffle-coats et kabigs. Le slogan de Le Glazik est : « le temps passera, Le Glazik tiendra ».

## Historique
En 1928, Pierre Guichard, alors représentant d'une maison de confection, fait le constat qu'il n'existe pas dans le sud de la Cornouaille d'entreprise de fabrication de vêtements pour les professionnels ; il s'associe alors avec M. Le Pape, un tailleur, pour créer la société Guichard-le Pape, rebaptisée la même année Le Glazik,, le « petit bleu » en breton. Elle est établie rue du Pontigou, à Quimper, dans le quartier du Moulin-Vert. C'est l'une des plus anciennes fabriques de vêtements marins en France.
En 1933, M. Le Pape quitte la société, laissant seul Pierre Guichard à la barre. Depuis sa création, l’entreprise est spécialisée dans les vareuses et des pantalons qu'elle propose en lin, coton/lin ou 100 % coton, et dans les cabans en drap de laine extra-lourd. Elle se diversifie par la suite dans les autres vêtements en drap, notamment des kabigs et duffle-coats en double-face. Depuis, le Glazik est le leader du marché pour le caban authentique made in France et l'authentique vareuse du marin en coton bio, tout en développant toute une gamme de vêtements marins pour hommes et pour femmes, ainsi que pour les enfants.